# Pepe el de la Matrona
Pepe el de la Matrona, né à Triana (Séville) le 4 juillet 1887 et mort à Madrid le 8 août 1980, est un chanteur (cantaor) espagnol de flamenco.